# بيتر جورج (مؤلف)
بيتر جورج (بالإنجليزية: Peter George)‏ (24 مارس 1924 في المملكة المتحدة - 1 يونيو 1966، هيستينغز في المملكة المتحدة)؛ كاتب سيناريو، كاتب وروائي ويلزي-بريطاني.

## روابط خارجية
- بيتر جورج على موقع IMDb (الإنجليزية)
- بيتر جورج على موقع قاعدة بيانات الأفلام السويدية (السويدية)
- بيتر جورج على موقع قاعدة بيانات الفيلم (الإنجليزية)